# 藤井彰彦
藤井 彰彦（ふじい あきひこ）は、日本の半導体工学・電気/電子工学者。大阪工業大学工学部電気電子システム工学科教授。博士（工学）（大阪大学）。日本学術振興会元特別研究員(PD)。元電気学会柔構造をもつ有機電気・電子材料のナノテクノロジーへの展開調査専門委員会委員。元応用物理学会論文賞委員会委員および有機分子・バイオエレクトロニクス分科会幹事。
専門は、有機半導体・有機エレクトロニクス、電気化学・電気エネルギー（太陽電池など）、半導体デバイス工学・半導体材料工学。

## 経歴
1993年大阪大学工学部電子工学科卒業。1995年同大学大学院工学研究科電子工学専攻博士前期課程修了。1997年同大学院工学研究科電子工学専攻博士後期課程修了、博士（工学）（大阪大学）。同年、日本学術振興会特別研究員(PD)。1998年大阪大学大学院工学研究科助手。助教授を経て、2007年同研究科准教授。2023年より大阪工業大学工学部電気電子システム工学科教授。
主な所属学会は、応用物理学会、高分子学会など。主な受賞は、電気材料技術懇談会 優秀論文賞(2023)、応用物理学会第21回応用物理学会賞奨励賞(1999)など。

## 主な著書
- 有機エレクトロニクスにおける分子配向技術（共著、シーエムシー出版2007、学術書）
- 太陽エネルギー有効利用最前線 - 太陽光・太陽熱・電力を効率よく回収する技術とその応用状況（共著、エヌ・ティー・エス2008、学術書）
- 有機電子デバイスのための導電性高分子の物性と評価（共著、シーエムシー出版2012、学術書）
- 先端有機半導体デバイス -基礎からデバイス物性まで（共著、オーム社 2015、学術書）

## 主な研究
- 半導体性混合液晶材料の電子・光物性と光電デバイス応用
- フタロシアニン化合物及び有機半導体材料 - 産業技術総合研究所(AIST)との共同研究
- 単結晶薄膜育成プリンティングによるペロブスカイト太陽電池(PSC)の開発
- D-A型π共役高分子の溶液中における凝集体形成と高速バーコート法による高配向薄膜 - 九州工業大学との共同研究
- MIS-CELIV法を用いたアルキル置換テトラベンゾトリアザポルフィリン塗布薄膜のキャリア移動度評価